# A1.1 (Zwitserland)
De A1.1 in Zwitserland (Autobahnzubringer Bodensee) was een van de vertakkingen van de Zwitserse A1. De weg was 8 km lang en liep van de H13 bij Arbon bij het Bodenmeer tot aan de A1 bij Goldach. Het gedeelte H13 - Arbon-Süd was als autoweg uitgevoerd. In 2020 werd de weg van het kanton overgedragen naar de federale overheid en maakt nu samen met de voormalige T14 deel uit van de A23.